# Красна Долина (заказник)
Кра́сна Доли́на — лісовий заказник місцевого значення в Україні. Розташований у межах Свалявського району Закарпатської області, на північ від села Ганьковиця. 
Площа 218,8 га. Статус надано згідно з рішенням облвиконкому від 07.03.1990 року № 55 (50,0 га), ріш. 12 сесії 21 склик. облради від 31.05.1993 року. Перебуває у віданні ДП «Свалявське ЛГ» (Ганьковецьке лісництво, кв. 17, вид. 15, кв. 18. вид. 7, кв. 20, вид. 3-6, 8, 18, кв. 21 вид. 14). 
Статус надано з метою збереження частини лісового масиву з переважно буковими насадженнями, у домішку: ясен, клен, платан та інші цінні породи дерев.